# Crkvice
Crkvice je vesnice v opčině Orebić v Chorvatsku, v Dubrovnicko-neretvanské župě.
 

## Poloha
Vesnice se nachází na severním pobřeží poloostrova Pelješac 6 km na severovýchod od vesnice Kuna Pelješka.

## Galerie

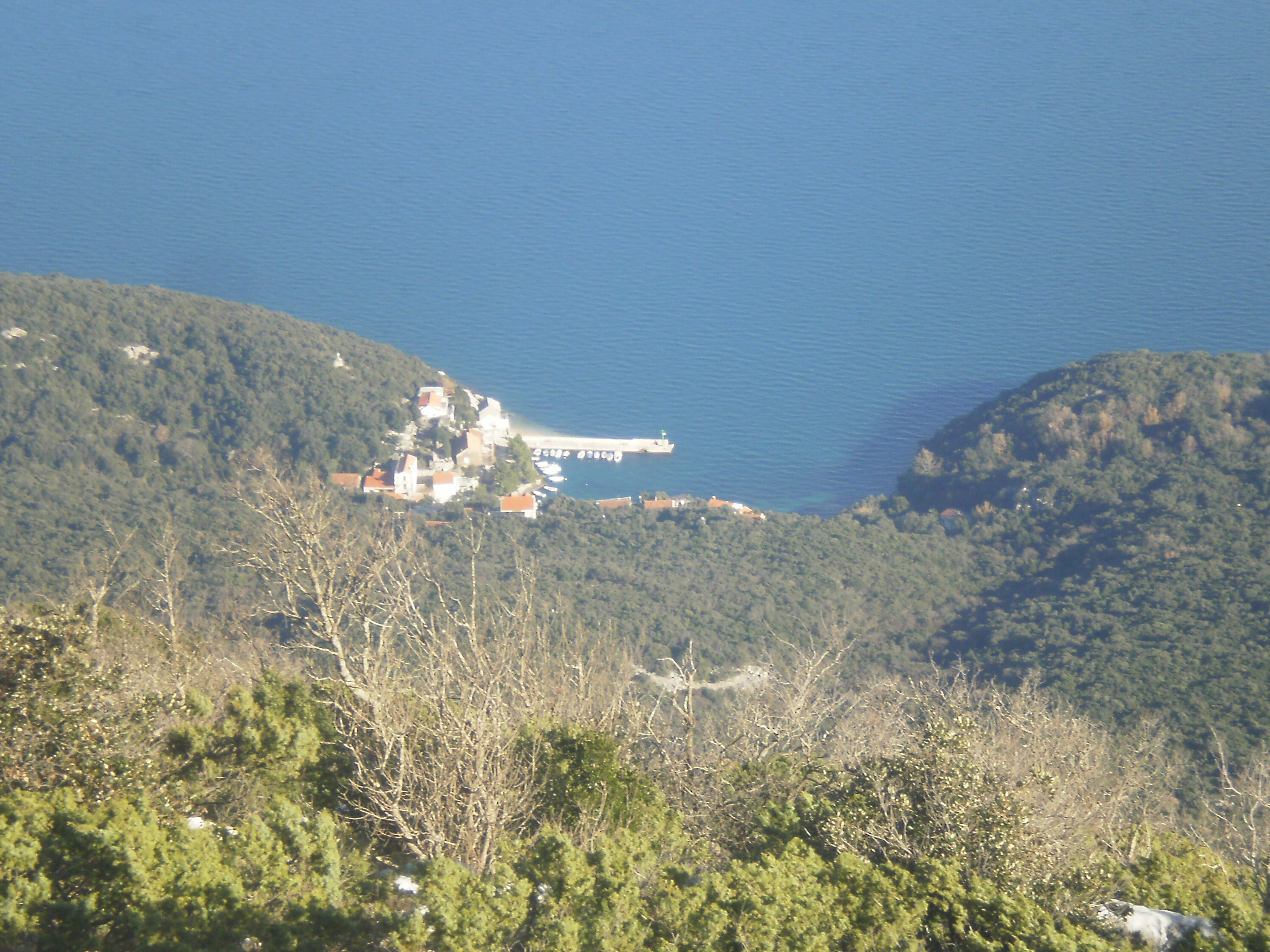
Panoráma obce
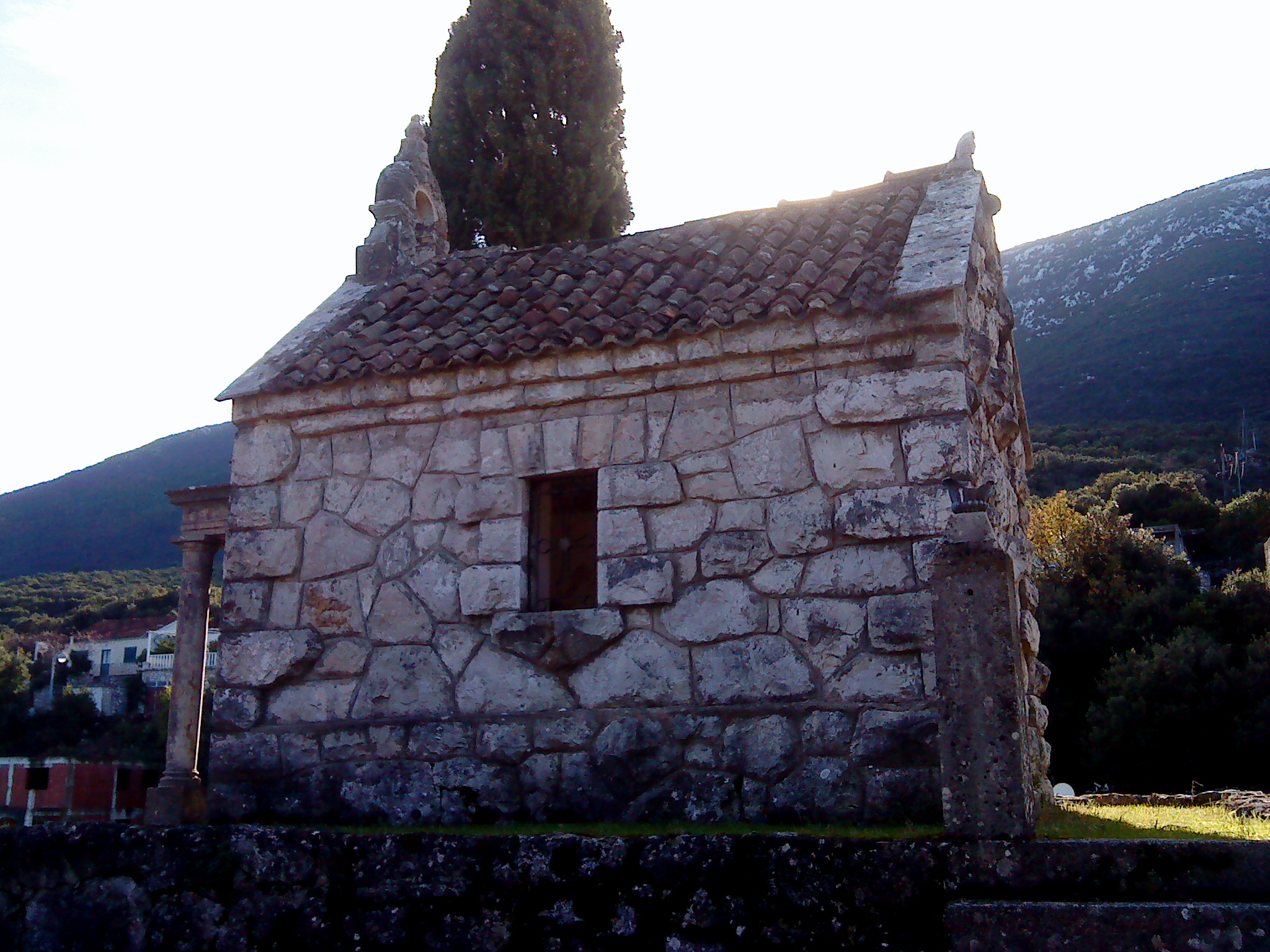
Kostel
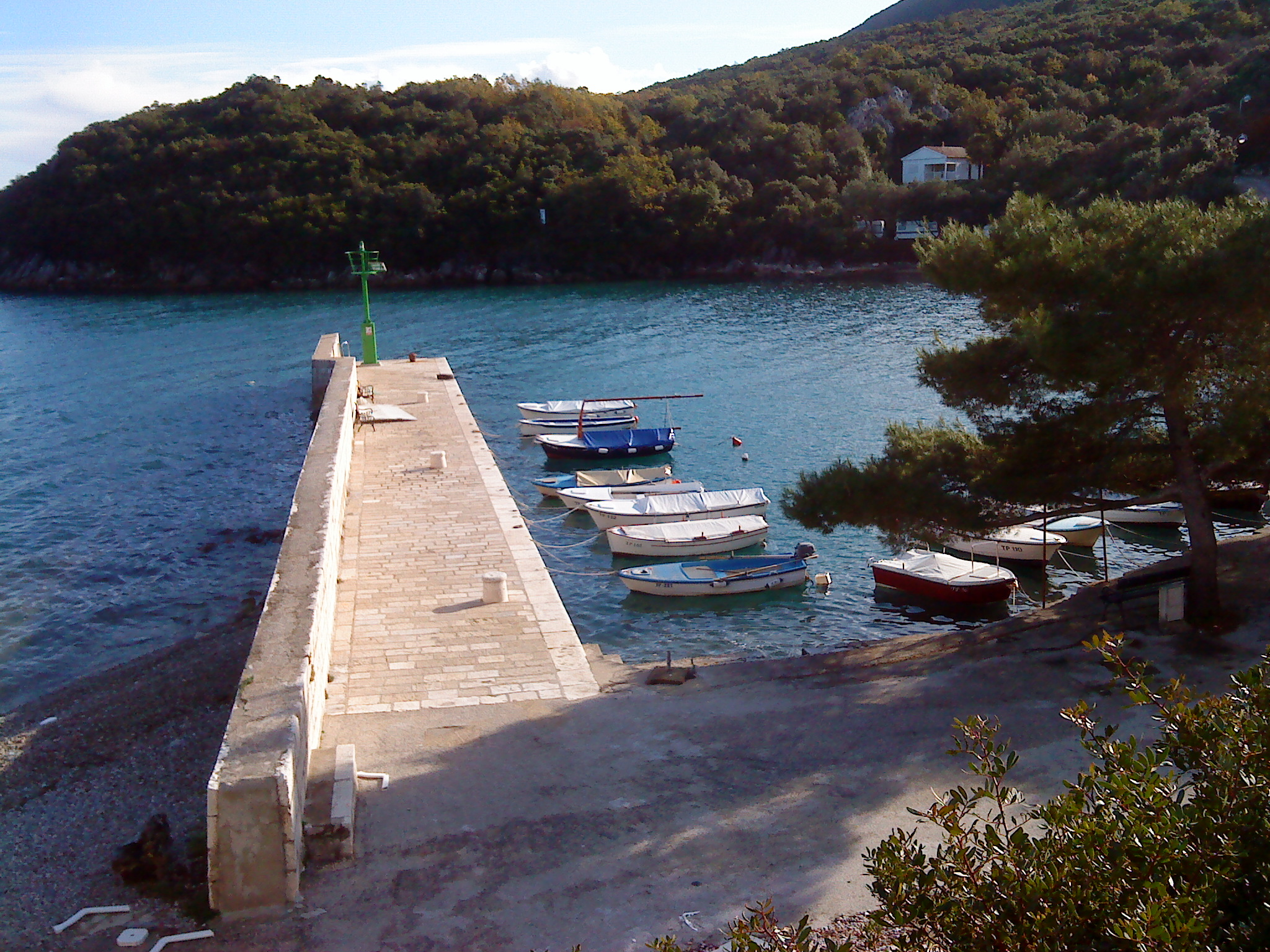
Molo
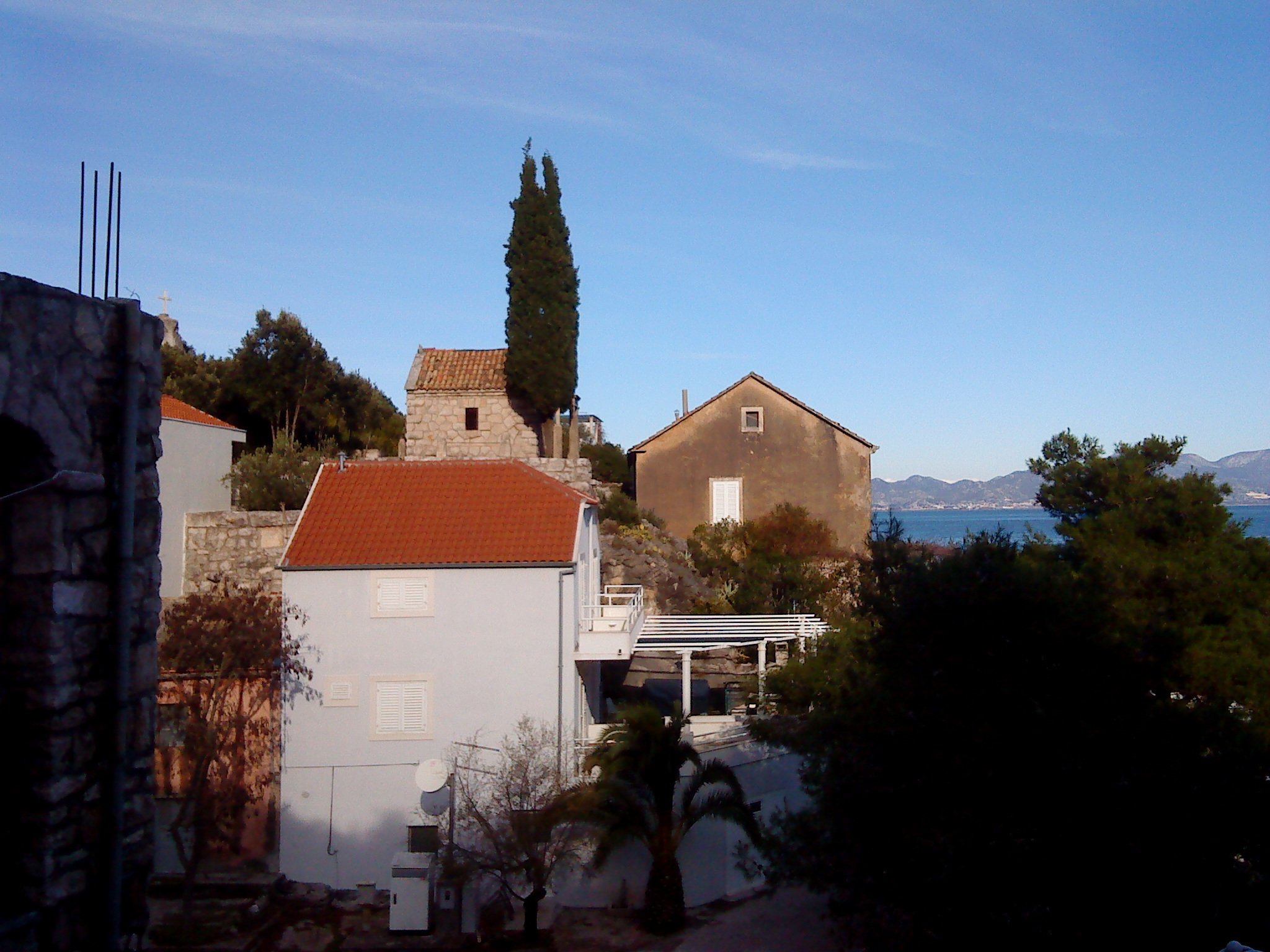
Crkvice
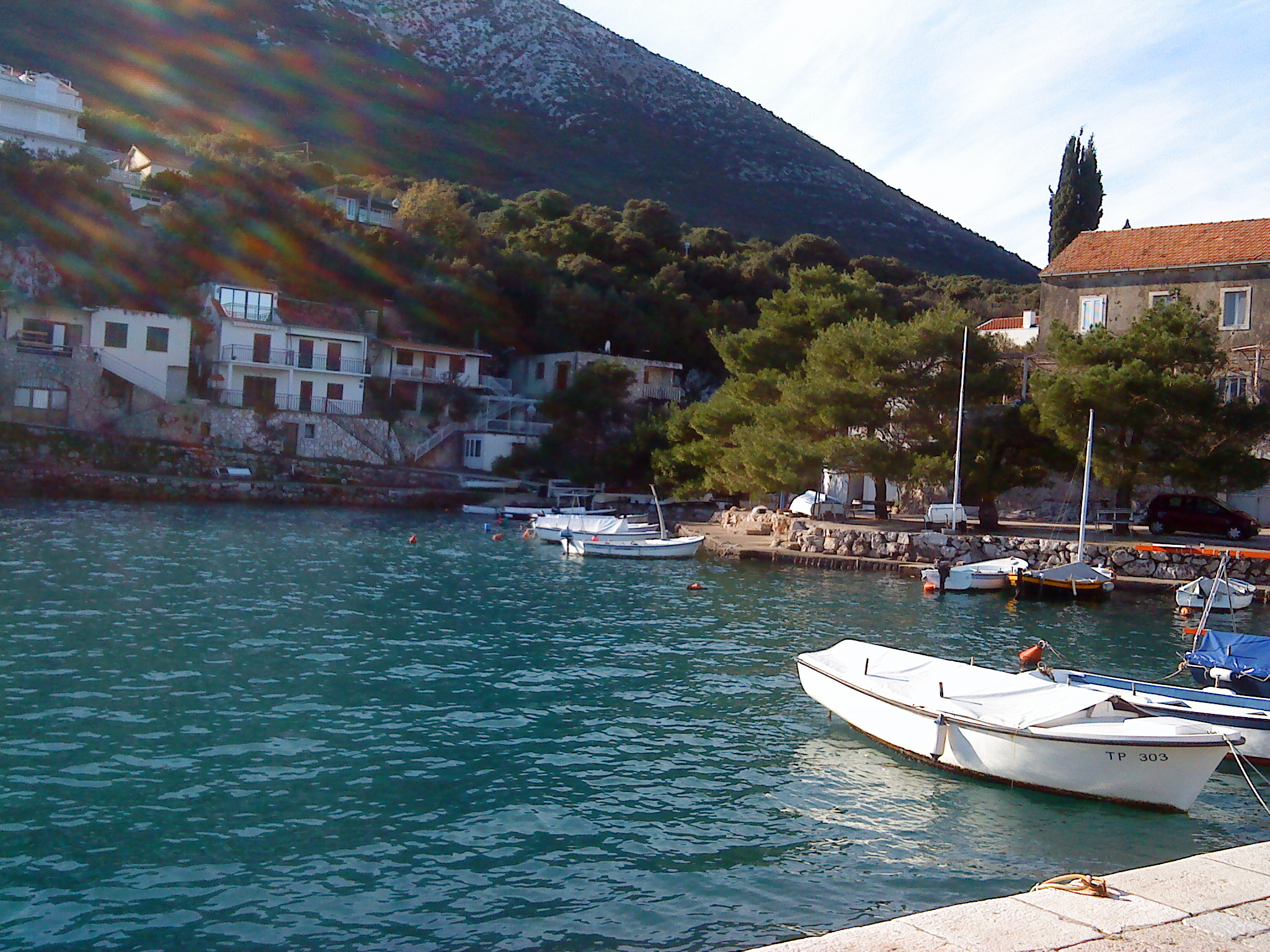
Přístav